# Lukáš Rohan
Lukáš Rohan, né le 30 mai 1995 à Mělník, est un céiste tchèque pratiquant le slalom.

## Biographie
Rohan concourt désormais uniquement dans la discipline C1, mais il a concouru dans la discipline C2 aux côtés d'Adam Svoboda et Martin Říha à différents moments entre 2010 et 2015. Il est entraîné par son père, le médaillé d'argent olympique Jiří Rohan.
Aux Jeux de Tokyo en 2021, il remporte la médaille d'argent derrière le Slovène Benjamin Savšek.

## Palmarès

### Jeux olympiques
- 2021 à Tokyo,  Japon
  -  Médaille d'argent en C1

### Championnats d'Europe de slalom
- Championnats d'Europe de 2014 à Vienne,  Autriche
  -  Médaille d'argent en C1 par équipes
- Championnats d'Europe de 2018 à Prague,  République tchèque
  -  Médaille de bronze en C1 par équipes
- Championnats d'Europe de 2020 à Prague,  République tchèque
  -  Médaille d'argent en C1